# Lucio Emilio Lepido Paolo (console 34 a.C.)
Lucio Emilio Lepido Paolo o Paolo Emilio Lepido (77 a.C. circa – 14 a.C.) è stato un politico romano, console suffetto nel 34 a.C. e censore nel 22 a.C..

## Biografia
Figlio dell'omonimo Lucio Emilio Lepido Paolo (console nel 50 a.C.), era nipote di Lepido, triumviro insieme ad Ottaviano e Marco Antonio.
In prime nozze sposò Cornelia Scipione, da cui ebbe tre figli:
- Marco Emilio Lepido, console nel 6 d.C.; sposò Vipsania Marcellina, nipote di Ottavia minore, sorella di Augusto;
- Lucio Emilio Paolo, console nel 1 d.C., sposò Giulia minore, nipote di Augusto;
- Emilia Paola, moglie di Lucio Munazio Planco, console nel 13 d.C.

Dopo la morte della prima moglie, sposò Claudia Marcella Minore (vedova di Marco Valerio Messalla Appiano) da cui ebbe, forse, un figlio: Paolo Emilio Regillo, questore al tempo di Tiberio.
Paolo morì per cause sconosciute nel 14 a.C.

### Carriera politica
Paolo fu console suffectus nel 34 a.C. e ricoprì la censura nel 22 a.C. (con Lucio Munazio Planco).